# ويليام غلين
ويليام والاس لامبكن غلين (بالإنجليزية: William Wallace Lumpkin Glenn)‏ ـ (12 أغسطس 1914 ـ 10 مارس 2003) هو جراح قلب أمريكي، شارك في ابتكار نسخة مبكرة من القلب الاصطناعي، وابتكر تقنية استخدمت في علاج الأمراض القلبية الخلقية.

## نشأته وتعليمه
ولد غلين في أشفيل بولاية كارولاينا الشمالية، لأب طبيب وأم محامية. أُلحق بأكاديمية سيواني العسكرية في سيواني بولاية تينيسي، ثم التحق بجامعة كارولاينا الجنوبية، حيث نال درجة البكالوريوس في العلوم سنة 1934، قبل أن يلتحق بمدرسة طب جيفرسون في فيلادلفيا ليحصل على شهادة الطب سنة 1938.

## حياته العملية
قضى غلين فترة تدريبه في مستشفى بنسلفانيا، ثم صار طبيبًا مقيمًا في الجراحة بمستشفى ماساتشوستس العام. شارك غلين في الحرب العالمية الثانية جراحًا ميدانيًا في الفيلق الطبي بالجيش الأمريكي على الجبهة الأوروبية، حيث أنشأ مستشفى ميدانيًا في نورماندي.